# Gibberella fujikuroi
Gibberella fujikuroi és un fong patogen de les plantes. Causa la malaltia bakanae en les plàntules d'arròs per sobrecarregar-la amb la fitohormona giberel·lina que és el seu propi subproducte del metabolisme.